# نادي ماذرويل
نادي ماذرويل الرياضي لكرة القدم (بالإنجليزية: Motherwell F.C.)‏ نادي كرة قدم اسكتلندي يلعب في الدوري الاسكتلندي الممتاز. تم تأسيس النادي في 17 مايو 1886. يخوض ماذرويل مبارياته البيتية على ملعب فير بارك.

## وصلات خارجية
- الموقع الرسمي